# 荒城二郎
荒城 二郎（あらき じろう、1880年（明治13年）11月6日 - 1952年（昭和27年）6月3日）は、北海道出身（本籍は東京都）の海軍軍人（中将）。兄の卓爾は陸軍少将。妹は井上達三の妻で、井上成美とは縁戚関係にあった。

## 経歴
旧徳島藩洲本城城代稲田家家臣・陸軍屯田兵少佐・荒城重雄の二男として北海道札幌市に生まれる。小学校卒業後上京し、攻玉社を経て海軍兵学校29期。日露戦争に「香港丸」「朝霧」乗組として出征。「扶桑」水雷長・「村雨」駆逐艦長などを経て、1913年（大正2年）海軍大学校甲種11期卒。同年から1916年（大正5年）まで英領シンガポールに駐在武官として出張。1917年（大正6年）第7駆逐隊司令、1920年（大正9年）大佐、1921年（大正10年）～1923年（大正12年）在ドイツ駐在武官。在任中、現地のブローカーのフリードリヒ・ハックと親交を結び、ハックの仲介でハインケル社と航空機の売買契約を結んだ他、ドイツ海軍から日本海軍への技術供与の意向を示した内容の文書を受け取っている。
1923年（大正12年）艦政本部第3部長。1925年（大正14年）少将となり、同年第2潜水戦隊司令官。1926年（大正15年）永野修身の後任として、第一遣外艦隊司令官に就任。当時揚子江流域では、蔣介石の国民政府軍が北伐に向けて不穏な動きを見せていたが、これに対し荒城は、蔣と敵対関係にあった北洋軍閥直隷派の首領・呉佩孚と提携する一方、唐生智・陳銘枢といった国民政府軍側の要人とも粘り強く折衝し、同流域における日本側権益の保護・日本人居留民の安全のために尽くした。また、1927年（昭和2年）の南京事件・漢口事件においても、海軍側の現地責任者として、冷静に難局に対処した。同年艦政本部第2部長、翌1928年（昭和3年）第5部長。艦政本部では一貫して潜水艦を担当するなど、当時の海軍内では潜水艦通として知られていた。
1930年（昭和5年）横須賀工廠長、同年中将。1932年（昭和7年）予備役。その後日本製鐵設立役員（取締役）・北樺太石油社長などを務めた。
1947年（昭和22年）11月28日、公職追放仮指定を受けた。

## エピソード
- 米内光政とは同期であると同時に無二の親友であり、米内と交わした書簡の中には誰にも語ることがなかった米内の本音を知ることが出来る。その書簡の一部は『米内光政の手紙』（高田万亀子 著）で公表されている。
- 1945年（昭和20年）4月の鈴木貫太郎内閣の組閣時に、重臣の岡田啓介が入閣を求められたが、岡田は鈴木に「とんでもないことだ。それはいかん、もっと若い者が必要だ。海軍側からは人柄なり、政治的感覚なりからいって、貴族院にいる左近司政三、衆議院にいる八角三郎、議席は持たないが人物の確かな荒城二郎、この三人の中から誰か君のめがねに叶った者を採るがよい」と語ったという[8]

## 栄典
位階
- 1903年（明治36年）4月10日 - 正八位[9]
- 1904年（明治37年）8月30日 - 従七位[10]
- 1906年（明治39年）11月30日 - 正七位[11]
- 1911年（明治44年）12月20日 - 従六位[12]
- 1917年（大正6年）1月31日 - 正六位[13]
- 1921年（大正10年）1月20日 - 従五位[14]
- 1926年（大正15年）1月15日 - 正五位[15]
- 1930年（昭和5年）12月27日 - 従四位[16]
- 1932年（昭和7年）12月27日 - 正四位[17]

勲章等
- 1906年（明治39年）4月1日 - 功五級金鵄勲章・勲六等単光旭日章・明治三十七八年従軍記章[18]
- 1914年（大正3年）5月16日 - 勲四等瑞宝章[19]
- 1915年（大正4年）11月7日 - 旭日小綬章・大正三四年従軍記章[20]
- 1920年（大正9年）11月1日 - 旭日中綬章・大正三年乃至九年戦役従軍記章[21]
- 1916年（大正5年）5月26日 - 勲三等瑞宝章[22]
- 1934年（昭和9年）4月29日 - 勲一等瑞宝章・昭和六年乃至九年事変従軍記章[23]
- 1940年（昭和15年）8月15日 - 紀元二千六百年祝典記念章[24]